# Poszła Czołgiem
Poszła Czołgiem to polski zespół punk-rockowy z początku lat 90. XX wieku z wpływami nowej fali. Zespół stał się znany dzięki piosence „Gumowe autobusy”, która początkowo popularność zdobyła w Rozgłośni Harcerskiej.
Zespół powstał w styczniu 1989, a w 1992 ukazał się ich jedyny album „Poszła czołgiem”, wydany nakładem wydawnictwa Polmark. W piosence „Krajobraz nie dla nas” gościnnie wystąpiła Anja Orthodox z zespołu Closterkeller. Igor Stefanowicz porównywał muzykę zespołu do Sztywnego Pala Azji, zaś Wiesław Królikowski określił ją jako „złagodzony punk rock”.
W 1991 r. ich utwór „Małe dzieciaki” osiągnął 27. pozycję na Liście Przebojów Programu III.
Skład:
- Waldemar Gorzkowski – perkusja
- Witold Wasiak – instrumenty klawiszowe, śpiew chórkowy
- Marek Marciniak – śpiew, gitara basowa, śpiew chórkowy
- Tomasz Maliszewski – śpiew, gitara

Dyskografia:
- Poszła Czołgiem, Polmark, 1991